# 貝內文托省
貝內文托省（義大利語：Provincia di Benevento）是意大利坎帕尼亞的一個省。面積2,071平方公里，2005年人口289,455人。首府貝內文托。
下分78市鎮。